# Reading Classic
La Reading Classic fueron dos carreras ciclistas de un día estadounidenses, masculina y femenina, que se disputaban en la ciudad de Reading (Pensilvania), en el mes de junio (ambas el mismo día).
La masculina se creó en 2006 como profesional formando parte del UCI America Tour, dentro de la categoría 1.1. Se disputaron tres ediciones (desde 2006 hasta 2008 siendo todas ellas de la misma categoría profesional).
En categoría masculina tuvo un recorrido de unos 120 kilómetros.

## Reading Classic femenina
También se disputó edición femenina, con el mismo nombre oficial que su homónima masculina. 
En todas sus ediciones fue amateur y cuando desapareció la masculina (en 2008) ésta también desapareció.
Tuvo 40 km de recorrido, unos 80 km menos que su homónima masculina aunque con similares características que esa. 
Sus tres ediciones fueron ganadas por Ina Teutenberg.

## Palmarés

### Masculino
| Año                              | Ganador            | Segundo              | Tercero               |
| -------------------------------- | ------------------ | -------------------- | --------------------- |
| New Jersey National Bank Classic |                    |                      |                       |
| 1989                             | Michel Zanoli      | Graeme Miller        | Roberto Pelliconi     |
| 1990                             | David Farmer       | Ad Wijnands          | Kenny Adams           |
| 1991                             | Adrie van der Poel | Angelo Canzonieri    | Nathan Dahlberg       |
| 1992                             | Urs Freuler        | Michel Zanoli        | Dario Bottaro         |
| 1993                             | Roberto Gaggioli   | Angelo Canzonieri    | Phil Anderson         |
| CoreStates Classic               |                    |                      |                       |
| 1994                             | Ron Kiefel         | Phil Anderson        | Rossano Brasi         |
| 1995                             | Matt Kochara       | Fred Rodriguez       | George Hincapie       |
| 1996                             | Johan Capiot       | Malcolm Elliott      | Graeme Miller         |
| 1997                             | Jay Sweet          | Jacek Mickiewicz     | Julian Dean           |
| First Union Classic              |                    |                      |                       |
| 1998                             | Ján Svorada        | George Hincapie      | Michael McCarthy      |
| 1999                             | George Hincapie    | Eddy Gragus          | Julian Dean           |
| 2000                             | Fred Rodriguez     | Gordon Fraser        | George Hincapie       |
| 2001                             | Julian Dean        | Arvis Piziks         | Jans Koerts           |
| 2002                             | Gordon Fraser      | Oleg Grishkine       | Wesley Van Speybroeck |
| Wachovia Classic                 |                    |                      |                       |
| 2003                             | Julian Dean        | Oleg Grishkine       | Viktor Rapinski       |
| 2004                             | Fred Rodriguez     | Gordon Fraser        | Lars Michaelsen       |
| 2005                             | Gordon Fraser      | Fred Rodriguez       | Lars Michaelsen       |
| Reading Classic                  |                    |                      |                       |
| 2006                             | Gregory Henderson  | Sergey Lagutin       | Danny Pate            |
| 2007                             | Bernhard Eisel     | Alejandro Borrajo    | Oleg Grishkine        |
| 2008                             | Óscar Sevilla      | Edvald Boasson Hagen | Bernhard Eisel        |

### Femenino
| Año                              | Ganador        | Segundo            | Tercero          |
| -------------------------------- | -------------- | ------------------ | ---------------- |
| New Jersey National Bank Classic |                |                    |                  |
| 2006                             | Ina Teutenberg | Katherine Carroll  | Rochelle Gilmore |
| 2007                             | Ina Teutenberg | Theresa Cliff Ryan | Laura Van Gilder |
| 2008                             | Ina Teutenberg | Joanne Kiesanowski | Laura Van Gilder |

## Palmarés por países
| País            | Victorias |
| --------------- | --------- |
| Estados Unidos  | 6         |
| Nueva Zelanda   | 3         |
| Países Bajos    | 2         |
| Canadá          | 2         |
| Austria         | 1         |
| España          | 1         |
| República Checa | 1         |
| Suiza           | 1         |
| Italia          | 1         |
| Bélgica         | 1         |
| Australia       | 1         |

| País     | Victorias |
| -------- | --------- |
| Alemania | 3         |